# Aladide
Aladide (al-Adid), também conhecido como Alazide (Al-Azid), foi o décimo-quarto e último califa fatímida, reinando entre 1160 e 1171. Ele é famoso por causa da notável aliança que ele firmou durante as cruzadas entre o Califado Fatímida e o Reino de Jerusalém para tentarem conter a ameaça de outra força invasora, a de Noradine, líder dos turcos zênguidas. A aliança, articulada pelo poderoso vizir egípcio Xauar, foi selada pelo jovem califa - para o escândalo da corte - Aladide, que tirou suas luvas e apertou a mão dos enviados cristãos. Aladide é tido como um imame pelos xiitas ismailitas da seita hafizita.

## Biografia
Aladide se tornou califa ainda menor logo após a morte de seu irmão Alfaiz em 1160. O reinado dos fatímidas estava tão fraco e dividido nesta época que os cruzados puderam iniciar uma invasão ao Egito. Com a ajuda dos zênguidas do sultão sírio Noradine, Xauar conseguiu se estabelecer como vizir (r. 1163–1169) e foi um governante habilidoso no Egito. Com a ajuda das tropas sírias sob Xircu e Saladino, o vizir conseguiu repelir as incursões cruzadas. Com uma política externa que alternava alianças com os cruzados e os zênguidas, Xauar conseguiu manter-se no poder, ainda que de forma tênue. Porém, os zênguidas derrubara Xauar em 1169 e instalaram Xircu como vizir. Quando ele morreu apenas dois meses depois, o seu sobrinho, Saladino, se tornou o vizir no Egito. Quando Aladide morreu de causas naturais em 1171, a dinastia fatímida terminou e deu lugar aos aiúbidas (1171–1260), uma dinastia que foi batizada em homenagem ao pai de Saladino Aiube ("Jó)").

## Palácio
O palácio de Aladide ficava no Cairo e foi nele que se firmou a aliança entre o Califado Fatímida e o Reino de Jerusalém. O rei Amalrico I de Jerusalém enviou dois cavaleiros fluentes em árabe, provavelmente templários, ao Cairo para confirmar o acordo que lhe havia sido oferecido pelo vizir egípcio Xauar. Os cavaleiros foram então levados a:
| “ | ...um palácio ricamente decorado, que eles percorreram rapidamente, ladeados por uma falange de guardas armados. O cortejo cruzou um corredor abobadado que parecia interminável, impermeável à luz natural, e finalmente chegaram até um enorme portão com esculturas que levava primeiro até um vestíbulo e, depois, para outro portão. Após passar por diversos quartos decorados, Xauar e seus convidados emergiram em um pátio pavimentado com mármore e rodeado por uma colunata dourada, no centro do qual estava uma fonte com canos de ouro e prata. Por toda a volta estavam pássaros de cores brilhantes trazidos dos quatro cantos da África. Neste local, os guardas os introduziram aos eunucos que viviam nos aposentos íntimos do califa. Uma vez mais eles passaram por uma sucessão de salões e então por um jardim habitado por veados, leões, ursos e panteras domesticados. Finalmente, eles chegaram ao palácio de Aladide. Eles mal entraram no enorme salão, em cuja parede dos fundos estava pendurada uma cortina de seda encrustada de ouro, rubis e esmeraldas, e Xauar se curvou por três vezes deixando sua espada no chão. Apenas então as cortinas se abriram e o califa se aproximou, com o corpo coberto de seda e sua face coberta por um véu | ” |

O califa de dezesseis anos confirmou a aliança com os cavaleiros, que insistiram, para escândalo da corte, num juramento pessoal do califa sobre a sua lealdade à aliança e que ele lhes apertasse a mão. O califa ofereceu sua mão com luvas de seda, mas foi interrompido por um dos cavaleiros: "Um juramento deve ser feito com as mãos limpas, pois uma luva pode ser o sinal de uma futura traição". O califa concordou com esta demanda também e os egípcios e os franjes (a palavra que eles usavam para designar os cruzados "franceses") começaram a elaborar os planos de batalha para deter o exército de Xircu.